# 577 Records
577 Records ist ein unabhängiges amerikanisches Musiklabel für Jazz und Neue Improvisationsmusik.

## Geschichte des Labels
Das in Brooklyn ansässige Label 577 Records wurde 2001 gegründet. Seine Wurzeln liegen in einer Reihe von Wohnzimmer-Konzerten in Brooklyn; der Name des Labels bezieht sich daher auf das Haus, in dem diese Konzerte erstmals stattfanden (577 Fifth Avenue, Brooklyn).
Auf dem Label erschienen seitdem Produktionen von  Daniel Carter (Trabajadores de Energia), Steve Dalachinsky, Jim Dvorak, Kirk Knuffke, Mette Henriette Martedatter Rølvåg/Patrick Breiner, Sabir Mateen, Ras Moshe, William Parker, Reuben Radding, Steve Swell, Rachel Musson (Shifa: Live at Cafe Oto, 2019), Paul Flaherty, Federico Ughi und Francisco Mela (Music Frees Our Souls Vol. 1, 2021). Einige Produktionen, wie etwa von Polly Barnes, entstanden durch Crowdfunding-Kampagnen auf der Plattform Kickstarter.